# Vrbice (Hořovičky)
Vrbice (deutsch Fürwitz) ist ein Ortsteil der Gemeinde Hořovičky in Tschechien. Er liegt neun Kilometer nordöstlich von Jesenice und gehört zum Okres Rakovník.

## Geographie
Vrbice befindet sich am Rande des Naturparks Džbán im Rakonitzer Hügelland. Das Dorf liegt am linken Ufer des Baches Očihovecký potok, in den östlich von Vrbice der Zlatý potok einmündet. Nördlich erhebt sich der U Lípy (394 m), im Nordosten die Vyhlídka (434 m), östlich der Novoveský vrch (440 m), im Südosten der Pláň (425 m) sowie westlich der Běsenský vrch (402 m).
Nachbarorte sind Stachov, Soběchleby und Malá Černoc im Norden, Velká Černoc und Vlkov im Nordosten, Děkov und Hořesedly im Osten, Hokov im Südosten, Hořovičky im Süden, Bukov, Kolešov, Bílenec, Černčice und Nový Mlýn im Südwesten, Kněžek, Samota, Březnice und Kryry im Westen sowie Strojetice, Očihovec und Běsno im Nordwesten.

## Geschichte
Vrbice wurde während der mittelalterlichen Kolonisation als Platzdorf mit regelmäßigem Grundriss angelegt. Um den großen, annähernd quadratischen Dorfplatz mit einer Ausdehnung von 155 m × 145 m gruppieren sich an allen vier Seiten die Gehöfte in einer zweireihig angelegten Flur. Die erste urkundliche Erwähnung des Ortes erfolgte im Jahre 1275 im Zuge einer Erbteilung der Söhne des Sulislav von Trnovan über die Dörfer Vrbice, Bedlno, Očihovec, Březnice, Hluboká, Smrk und Šanov.
Seit dem 16. Jahrhundert gehörte das Dorf zu den Besitzungen der Grafen Kolowrat-Liebsteinsky auf Petersburg. Jaroslaw d. J. Kolowrat-Liebsteinsky auf Petersburg und Sossen verlor nach der Schlacht am Weißen Berg 1622 seine Güter, Petersburg wurde 1623 an Hermann Czernin von Chudenitz verkauft. Dieser errichtete 1639 das Große Czerninsche Familienfideikommiss, das aus den böhmischen Herrschaften und Gütern Petersburg, Gießhübel, Neudek, Schönhof, Sedschitz, Miltschowes, Winař, Welchow, Kost und Kosmanos sowie der schlesischen Herrschaft Schmiedeberg bestand. Im Jahre 1644 wurde er zum Reichsgrafen erhoben. In Folge des Dreißigjährigen Krieges verödete Fürwitz. In der berní rula von 1653 sind fünf der elf Gehöfte des Dorfes als wüst aufgeführt.
Die Reichsgrafen Czernin von und zu Chudenitz hielten den Besitz ohne Unterbrechungen. Zu den Grundherren von Fürwitz gehörten u. a. Johann Rudolf Czernin von und zu Chudenitz und ab 1845 dessen Sohn Eugen Karl Czernin von und zu Chudenitz.
Im Jahre 1846 bestand Fürwitz bzw. Firbitz aus 26 Häusern mit 142 deutschsprachigen Einwohnern. Im Ort gab es ein Wirtshaus. Pfarrort war Dekau. Bis zur Mitte des 19. Jahrhunderts blieb Fürwitz zur Fideikommiss-Herrschaft Petersburg untertänig.
Nach der Aufhebung der Patrimonialherrschaften bildete Fürwitz / Vrbice ab 1850 eine Gemeinde im Bezirk Saaz und Gerichtsbezirk Jechnitz. Im Jahre 1850 starben neun Einwohner an der Cholera. 1868 wurde Fürwitz dem Bezirk Podersam zugeordnet. In der nachfolgenden Zeit wurde der Dorfplatz mit einigen Chaluppen bebaut; zum Ende des 19. Jahrhunderts erfolgte eine Vergrößerung des Dorfes nach Norden, beiderseits des Otschehauer Baches (Očihovecký potok) entstanden Chaluppen. Auf Initiative des Bürgermeisters Franz Sturm wurde 1896 in Fürwitz eine Außenstelle der Dekauer Schule eingerichtet und zwei Jahre später ein Schulhaus fertiggestellt. 1925 wurde ein Denkmal für die Gefallenen des Ersten Weltkrieges errichtet. Im selben Jahre wurde die Schule wegen zu geringer Schülerzahl geschlossen und die Kinder seitdem in Wießen (Běsno) unterrichtet. Im Jahre 1930 lebten in Fürwitz 250 Personen, 1932 waren es 256. 1935 wurde die Schule wiedereröffnet. Nach dem Münchner Abkommen wurde die Gemeinde 1938 dem Deutschen Reich zugeschlagen und gehörte bis 1945 zum Landkreis Podersam. 1939 hatte die Gemeinde 229 Einwohner. Nach dem Ende des Zweiten Weltkrieges kam Vrbice zur Tschechoslowakei zurück und die deutschsprachigen Einwohner wurden vertrieben. Das Gefallenendenkmal wurde am 28. Oktober 1945 mit einem Traktor vom Sockel gerissen. Die Wiederbesiedlung mit Tschechen gelang nur mäßig und die Schule wurde geschlossen. Der Okres Podbořany wurde 1960 aufgehoben, seitdem gehört Vrbice zum Okres Rakovník. 1961 wurde Vrbice nach Hořovičky eingemeindet. Im Jahre 1991 hatte das Dorf 62 Einwohner, beim Zensus von 2001 lebten in den 26 Wohnhäusern von Vrbice 46 Personen.
Vrbice ist ein traditionelles Hopfenanbaugebiet und wird von Hopfenfeldern umgeben.

## Ortsgliederung
Der Ortsteil Vrbice bildet zugleich den Katastralbezirk Vrbice u Hořoviček.

## Sehenswürdigkeiten
- Dorfplatz mit der Kirche, Schule, dem klassizistischen Haus Nr. 17, dem spätklassizistischen Haus Nr. 16 sowie weiteren Bauten in Volksbauweise. In der zweiten Hälfte des 20. Jahrhunderts verfiel ein Großteil der Häuser, an der Süd- und Westseite des Platzes erfolgte der Abriss etlicher Gehöfte. Ein Teil des außergewöhnlichen Ensembles ist verfallen, von einigen Häusern stehen nur noch Ruinen.
- Kirche der hl. Kreuzerhöhung, die Grundsteinlegung für eine Kirche an der Stelle des Glockenturmes erfolgte 1852, zehn Jahre später wurde sie geweiht. Das Bauwerk ist in einem desolaten Zustand und ungenutzt.[5]
- Schule, erbaut 1898. Sie diente von 1945 bis 1946 als Notquartier für deutsche Familien, die ihre Häuser räumen mussten. Das leerstehende Gebäude befindet sich in einem verwahrlosten Zustand.